# Blindia jamesonii
Blindia jamesonii là một loài rêu trong họ Seligeriaceae. Loài này được Mont. mô tả khoa học đầu tiên năm 1856.